# Edward O. Wiley
Professor Edward Orlando Wiley III es curador emérito en ictiología en la University of Kansas Biodiversity Institute y profesor de sistemática y evolución en el Department of Ecology and Evolutionary Biology en la University of Kansas. Su Masters advisor fue Darrell Hall, de Sam Houston State University (retirado), y su doctoral advisor fue Donn E. Rosen, del American Museum of Natural History (fallecido). Wiley publicó extensivamente en sistemática filogenética y contribuyó a la fundación de la Willi Hennig Society. Wiley es conocido por continuar desarrollando el concepto de especie evolutiva que fuera primeramente formulado por George Gaylord Simpson.

## Publicaciones
- Wiley, E. O. and G. D. Johnson. 2010. A teleost classification based on monophyletic groups. In: Nelson, J. S., H.-P. Schultze and M. V. h. Wilson (eds.): Origin and Phylogenetic Relationships of Teleosts. Verlag Dr. Pfiel, Munich: 123-182.
- Wiley, E. O. 2010. Why tree are important. Evol. Edu. Outreach 3(4): 499-505.
- Martin, J., D. Blackburn, and E. O. Wiley. Are node-based and stem-based clades equivalent? Insights from graph theory. PLoS Curr. 2010 November 18; 2: RRN1196. doi:10.1371/currents.RRN1196.
- Holcroft, N. I. and E. O. Wiley. 2008. Acanthuroid relationships revisited: a new nuclear gene-based analysis that incorporates tetraodontiform representatives. Ichthyol. Res. 55:274–283.
- Wiley, E. O. 2008. Homology. Identity and transformation. In: Arratia, G., H.-P. Schultze and M. V. h. Wilson (eds.): Mesozoic fishes 4: Homology and Phylogeny. Verlag Dr. Pfiel, Munich: 9–21.
- Miya, M., N. I. Holcroft, T.P. Satoh, M. Yamaguchi, M. Nishida & E.O. Wiley. 2007. Mitochondrial genome and a nuclear gene indicate a novel phylogenetic position of deep-sea tube-eye fish (Stylephoridae). Ichthyological Research 54:323–332.
- Wiley, E. O. 2007. Species concepts and their importance in fisheries management and research. Trans. Amer. Fisheries Soc. 136(4):1126–1135.
- Wiley, E. O. 2007. Hennig, (Emil Hans) Willi. New Dictionary of Scientific Biography (Koeretge, N., ed.). Charles Scribner's Sons., NY. (reviewed by Hennig's son, Wolfgang Hennig).
- Chen, P. E. O. Wiley, and K. M. McNyset. 2007. Ecological niche modeling as a predictive tool: silver and bighead carps in North America. Biological Invasions 9:43–51.
- Chen, P., E. O. Wiley, and K. M. McNyset. 2006. Ecological niche modeling as a predictive tool: Silver and bighead carps in North America. Biological Invasions (2006): 9pp. R. (Electronic) http://www.springerlink.com/content/95v7g25353538761/fulltext.pdf (enlace roto disponible en Internet Archive; véase el historial, la primera versión y la última).)
- Pramuk, J. B., M. J. Grose, A. L. Clarke, E. B. Greenbaum, E. Bonaccorso, J. M. Guayasamin, A. H. Smith, B. W. Benz, B. R. Harris, E. Siegfreid, Y. R. Reid, N. I. Holcroft, and E. O. Wiley. 2006. Phylogeny of finescale shiners of the genus Lythrurus (Cypriniformes: Cyprinidae) inferred from four mitochondrial genes. Mol. Phylo. Evol.
- Wiley, E. O., K. M. McNyset, A. T. Peterson, C. R. Robins, and A. M. Stewart. 2003. Niche modeling and geographic range predictions in the marine environment using a machine-learning algorithm. Oceanography 16(3):120–127.
- Wiley, E. O., and R. L. Mayden. 1985. Species and speciation in phylogenetic systematics, with examples from the North American fish fauna. Ann. Missouri Bot. Gard. 72:596–635.
- Wiley, E. O. 1978a. The evolutionary species concept reconsidered. Syst. Zool. 27:17–26.
- Wiley, E. O. 1976. The systematics and biogeography of fossil and Recent gars (Acintopterygii: Lepisosteidae). Misc. Publ. Mus. Nat. Hist. Univ. Kansas 64:1–111.

### Libros
- Wiley, E. O. 2011. Phylogenetics. The Theory and Practice of Phylogenetic Systematics. Second edition. Wiley-Blackwell, Hoboken, New Jersey. 406 pp.
- Wiley, E. O., D. Siegel-Causey, D. R. Brooks, and V. A. Funk. 1991. The Compleat Cladist, A Primer of Phylogenetic Systematics. Spec. Publ., Museum of Natural History, University of Kansas. 158pp. Translated into Japanese by Masaki Miya in 1991.